# 胡澥
胡澥（1580年1月31日—1655年9月17日），字叔会，号练海，又号松石小隐。湖广常德府澧州（今湖南省常德市临澧县）人，明朝官员，天启二年（1622年）中进士，初授行人司行人，累官至河南按察司提学副使，后被周孝王朱恭枵参劾，革职流放贵州，不久赦还，顺治十二年（1655年）去世。

## 生平
万历八年正月十六日（1580年1月31日），胡澥出生于湖广常德府澧州，万历四十六年（1618年）中举，天启二年（1622年）中进士，初授行人司行人，崇祯三年（1630年）授御史，因为得罪了内阁首辅周廷儒，改仕礼部仪制司主事，后历官礼部精膳司员外郎、礼部主客司郎中。崇祯七年（1634年）升为河南按察司提学副使，被周孝亲王朱恭枵弹劾，革职流放贵州兴隆卫，不久赦还，在家乡长期隐居。晚年与清政府采取合作态度，文中有“振国家维新之命”等语，并称颂澧州知州王璲是与唐朝名臣薛伯高、柳宗元并称的三大儒。顺治十二年八月十八日去世，享年七十六岁。

## 家庭
父胡玉成，母曹氏。妻子潘氏、熊氏。有四子一女，长子胡琏器、次子胡琏贵、三子胡琏重、四子胡琏华。